# Осиновское озеро
Осиновское (устар. фин. Tykläjärvi) — озеро в Приозерском районе Ленинградской области.
Расположено в 1,5 км к востоку от платформы 69-й км. Площадь около 9,5 гектаров.
Имеется песчаный пляж и довольно много небольших пляжиков по берегам. Есть автомобильный подъезд. Со всех сторон озеро окружено постройками дачного некоммерческого товарищества «Свердловец».

## Физико-географическая характеристика
Карстового происхождения. В середине озера имеется карстовая воронка около 140 метров диаметром и до 24 метров глубиной.

## Данные водного реестра
Код объекта в государственном водном реестре — 03010000111103000000452.

## История
После провозглашения независимости Финляндии (6 декабря 1917) озеро оказалось на финской территории, но довольно близко, менее 5 км, от советско-финской границы.
В июне 1944 года в районе озера шли бои советских военнослужащих 946 полка с финскими частями. Сохранились финские оборонительные сооружения, часть погибших в тех боях советских солдат похоронена в братской могиле в Сосново.
В ночь с 24 на 25 июня 2003 года в озере утонул юный артист кино Владимир Гарин (1987—2003).
В 2014 году экологическая обстановка на озере была неблагополучной, в 2017 году на озере проведены экологические работы.